# Epidendrum lopezii
Epidendrum lopezii är en orkidéart som beskrevs av Eric Hágsater. Epidendrum lopezii ingår i släktet Epidendrum och familjen orkidéer.
Artens utbredningsområde är Colombia. Inga underarter finns listade i Catalogue of Life.